# Poste-frontière de Boukamal
Le poste-frontière de Boukamal, ou d’al-Qaïm, est un point de passage situé à la frontière entre l'Irak et la Syrie, permettant le transit entre ces deux pays. 

## Localisation
Le point de passage relie la ville syrienne de Boukamal dans la province de Deir ez-Zor à la ville irakienne d'Al-Qaïm, situé dans la province d’Anbar.

## Histoire

### Guerre civile en Irak
Lors de la seconde guerre civile Irakienne, des propos rapportés en octobre 2005 par Al Jazeera font mention du poste-frontière de Boukamal, alors verrouillé par l’armée américaine.

### Guerre civile en Syrie
En 2011, lors de la Guerre civile syrienne, le poste-frontière est exclusivement réservé au trafic gouvernemental ou militaire. Côté syrien, le poste frontière — jusqu’alors tenu par la République arabe syrienne de Bachar el-Assad — passe sous le contrôle des rebelles de l’Armée syrienne libre en juillet 2012. Le même mois, le poste frontière de Boukamal est fermé côté irakien, les responsables irakiens déclarant qu'aucun réfugié n’est autorisé à entrer.

### Suppression
En 2014, le poste-frontière est pris d’assaut et détruit par les combattants de l’État Islamique qui entendent supprimer la frontière entre la Syrie et l’Irak au profit de leur califat. La place occupée par le poste-frontière est reprise en 2017.

### Reconstruction et remise en service
Le poste-frontière inactif depuis 2014 est remis en service le 30 septembre 2019,,. Cette ouverture est contestée par les États-Unis et Israël car ce poste-frontière, officiellement placé sous l’autorité des gouvernements de la Syrie et de l’Irak, se situe à cette époque au cœur d’une zone d’influence iranienne, selon Radio France internationale. Si les sources journalistiques sont contradictoires au sujet des forces contrôlant le poste-frontière,, pour Fabrice Balanche, spécialiste de la géographie politique du Proche-Orient, ce sont bien les milices chiites irakiennes, soutenues par l’Iran, qui gèrent les deux côtés de la frontière à cet emplacement.